# 1793
- Wikisource

| Calendário gregoriano                                                        | 1793 MDCCXCIII                       |
| Ab urbe condita                                                              | 2546                                 |
| Calendário arménio                                                           | 1242 – 1243                          |
| Calendário bahá'í                                                            | -51 – -50                            |
| Calendário budista                                                           | 2337                                 |
| Calendário chinês                                                            | 4489 – 4490 Início a 11 de fevereiro |
| Calendário copta                                                             | 1509 – 1510                          |
| Calendário etíope                                                            | 1785 – 1786                          |
| Calendários hindus - Vikram Samvat - Calendário nacional indiano - Cáli Iuga | 1848 – 1849 1714 – 1715 4893 – 4894  |
| Calendário Holoceno                                                          | 11793                                |
| Calendário islâmico                                                          | 1208 – 1209                          |
| Calendário judaico                                                           | 5553 – 5554                          |
| Calendário persa                                                             | 1171 – 1172                          |
| Calendário rúnico                                                            | 2043                                 |
| Calendário solar tailandês                                                   | 2336                                 |

1793 (MDCCXCIII, na numeração romana)  foi um ano comum do século XVIII do actual Calendário Gregoriano, da Era de Cristo, a sua letra dominical foi F (52 semanas), teve início a uma terça-feira e terminou também a uma terça-feira.
| Ano completo                       |
| ---------------------------------- |
| Ano comum com início à terça-feira |

## Eventos
- 21 de Janeiro - Execução de Luís XVI.
- 1 de Fevereiro - A França Revolucionária declara guerra ao Reino da Grã-Bretanha e às Províncias Unidas (Países Baixos).
- 22 de Fevereiro - Ataque dos Franceses a La Maddalena (Sardenha); os Franceses foram obrigados a retirar no dia 25.
- 9 de Março - A Convenção declara guerra a Espanha.
- 18 de Março - Batalha de Neerwinden.
- 31 de Julho - É fundada a cidade de Palhoça.
- 5 de Setembro - Início do Terror (Revolução Francesa).
- 7 de Setembro - Início do Cerco de Toulon.
- 8 de Setembro - Primeiro Círio de Nossa Senhora de Nazaré, em Belém do Pará.
- 15 de Outubro - Início da Batalha de Wattignies; prolongou-se até ao dia seguinte.
- Jacquel-Louis David pinta a obra "Marat Assassinato".
- Posse do governo interino dos Açores por falecimento do capitão-general Dinis Gregório de Melo Castro e Mendonça.
- Terramoto na ilha das Flores, Açores.
- Fundação do Museu do Louvre.
- Assinados tratados no contexto das Guerras da Revolução com origem na revolução francesa. A 26 de Setembro de 1793 assinou-se, em Londres, o tratado de mútuo auxílio entre Portugal e a Inglaterra, sendo plenipotenciários D. João de Almeida Melo e Castro e lord Grenville. A convenção com a Espanha foi firmada em Madrid, a 15 de Julho do referido ano de 1793.

## Nascimentos
- 30 de março - Juan Manuel de Rosas, militar argentino, governador da Província de Buenos Aires (m.1877).
- 19 de abril — Fernando I da Áustria (m.1875).
- 29 de agosto - Paul de Kock, escritor francês.
- 15 de setembro - Marquês de Sapucaí.
- 28 de outubro - Carolina da Dinamarca, filha do rei Frederico VI da Dinamarca.
- 15 de dezembro - Henry Charles Carey, economista norte-americano, em Filadélfia (m. 1879).
- 22 de dezembro - Marquês de Olinda, estadista brasileiro, senador e regente do Império.

## Mortes
- 21 de janeiro - rei Luís XVI de França, executado na guilhotina durante o período do Terror da Revolução Francesa (n. 1754).
- 13 de julho - Jean-Paul Marat, médico, filósofo, teorista, jornalista, político e cientista político da Revolução Francesa (n. 1743).
- 17 de julho - Charlotte Corday, assassina de Jean-Paul Marat, executada na guilhotina (n. 1768).
- 28 de agosto - Adam Philippe de Custine, general-de-divisão francês, executado na guilhotina (n. 1742).
- 31 de agosto - Jacques Pierre Brissot, político revolucionário girondino, executado na guilhotina (n. 1754).

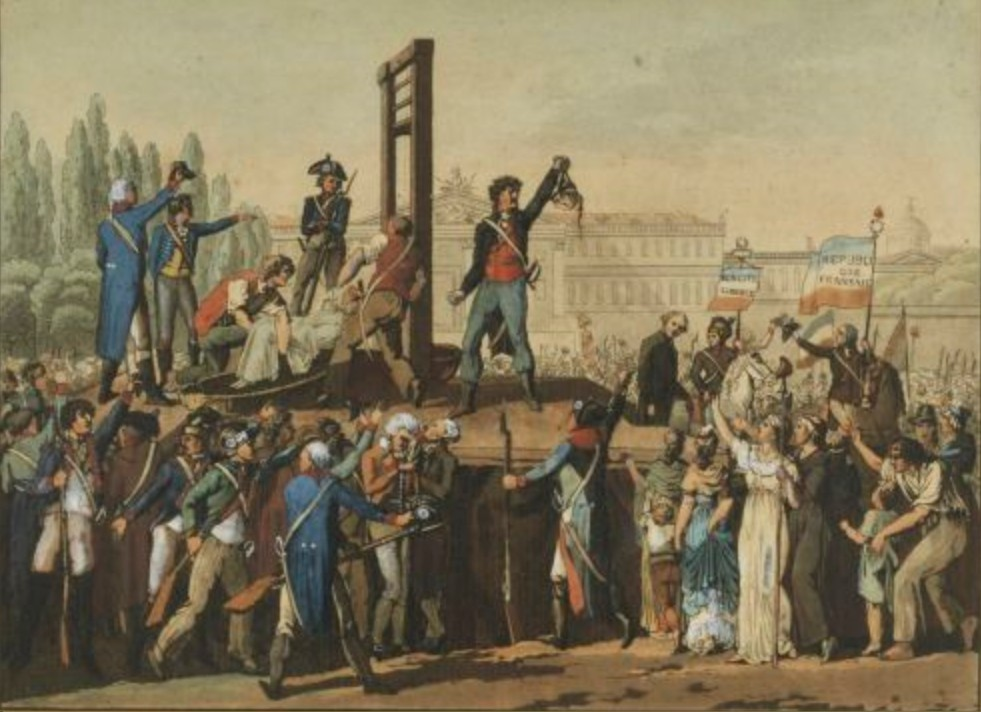
A rainha Maria Antonieta é executada no dia 16 de outubro. (Museu da Revolução Francesa).

- 16 de outubro - Maria Antonieta, rainha consorte da França, executada na guilhotina (n. 1755).
- 3 de novembro:
  - Olympe de Gouges, dramaturga, ativista política, feminista e abolicionista francesa, autora da Declaração dos Direitos da Mulher e da Cidadã, executada na guilhotina (n. 1748).
  - José Barros e Vasconcelos, cientista, matemático e astrónomo português (n. 1721).[1]
- 6 de novembro - Luís Filipe II, Duque de Orleães, primo de Luís XVI de França, executado na guilhotina (n. 1747).
- 8 de novembro - Manon Roland, Viscondessa Roland de la Platière, executada na guilhotina (n. 1754).
- 10 de novembro - Jean-Marie Roland de La Platière, economista e homem de estado francês (n. 1734).
- 28 de novembro - Antoine Barnave, político frances, executado na guilhotina (n. 1761).
- 7 de dezembro - Joseph Bara, personagem da revolução francesa (n. 1779).
- 8 de dezembro - Madame du Barry, amante do rei Luís XV de França, executada na guilhotina (n. 1743).
- 9 de dezembro - Yolande Martine Gabrielle de Polastron, condessa e duquesa de Polignac (n. 1749).

## Por tema
- 1793 no Brasil
- 1793 na ciência
- 1793 na literatura